# جوایز فیلم‌فیر
جایزه فیلم‌فیر (به انگلیسی: Filmfare Awards) سالانه توسط تایمز گروپ برای احترام‌ گذاشتن به بهترین‌های صنعت سینمای هند، هم از نظر هنرمندی و هم از نظر تکنیکی داده می‌شود. جشنواره فیلم فیر قدیمی‌ترین و برجسته‌ترین جشنواره اختصاصی سینمای هند است. این جشنواره و نشنال فیلم اواردز (National Film Awards) هر دو برای نخستین بار در سال ۱۹۵۴ شروع به کار کردند. یک سیستم رای دادن دوگانه در سال ۱۹۵۶ شروع شد. طبق این سیستم در مقایسه با نشنال فیلم اواردز که توسط یک گروه تعیین شده به وسیلهٔ دولت هند تصمیم‌گیری می‌شود، فیلم فیر هم توسط عموم مردم و هم کمیته‌ای از کارشناسان رای‌گیری می‌شود.

## تندیس فیلم‌فیر
تندیس فیلم فیر، یک زن است که بازوهایش را به حالت رقص بالا برده و انگشتانش را لمس کرده است. این تندیس معمولاً با نام بانوی سیاه شناخته می‌شود. این جایزه به‌ طور کلی از برنز ساخته می شود و ۴۶٫۵ سانتی‌متر طول و حدود ۵ کیلوگرم جرم دارد. در بیست و پنجمین دوره جوایز، این تندیس از نقره و در پنجاهمین دوره جوایز، از طلا ساخته شده بود.

## جوایز

### جوایز رقابتی
- بهترین فیلم (۱۹۵۴)
- بهترین کارگردانی (۱۹۵۴)
- بهترین بازیگر مرد (۱۹۵۴)
- بهترین بازیگر زن (۱۹۵۴)
- بهترین بازیگر نقش مکمل مرد (۱۹۵۵)
- بهترین بازیگر نقش مکمل زن (۱۹۵۵)
- بهترین بازیگر تازه‌وارد مرد (۱۹۸۹)
- بهترین بازیگر تازه‌‌وارد زن (۱۹۸۹)
- بهترین کارگردان موسیقی (۱۹۵۴)
- بهترین ترانه‌سرا (۱۹۵۹)
- بهترین خواننده مرد (۱۹۵۹)
- بهترین خواننده زن (۱۹۵۹)

#### جوایزی که دیگر برگزار نمی‌شود
- بهترین بازیگر کمدی (۱۹۶۷–۲۰۰۷)
- بهترین بازیگر منفی‌ (۱۹۹۲–۲۰۰۷)

### جوایز منتقدان
- بهترین فیلم (۱۹۷۰)
- بهترین بازیگر مرد (۱۹۹۸)
- بهترین بازیگر زن (۱۹۹۸)

#### جوایزی که دیگر برگزار نمی‌شود
- بهترین مستند (۱۹۶۷–۱۹۹۷)

### جوایز تکنیکی
- بهترین داستان (۱۹۵۵)
- بهترین فیلمنامه (۱۹۶۹)
- بهترین دیالوگ (۱۹۵۹)
- بهترین اکشن(۱۹۹۳)
- بهترین کارگردان هنری (۱۹۵۶)
- بهترین امتیاز زمینه (۱۹۹۸)
- بهترین فیلم‌برداری (۱۹۵۴)
- بهترین تدوین (۱۹۵۶)
- بهترین رقص‌آرایی (۱۹۸۹)
- بهترین ضبط صدا (۱۹۵۵)
- بهترین جلوه‌های ویژه (۲۰۰۷)
- بهترین طراحی صحنه ولباس (۱۹۹۵)

### جوایز ویژه
- یک عمر دستاورد
- جایزه قدرت (پایان در ۲۰۰۸)
- جایزه عملکرد ویژه
- بهترین صحنه سال
- جایزه RD Burman برای استعداد موسیقی جدید
- بهترین فیلم ۵۰ سال (۲۰۰۵)

## رکوردها
بیشترین جایزه برای یک فیلم:
- بلک(۲۰۰۵)=۱۱
- دلشکسته شجاع عروس را می‌برد(۱۹۹۵)=۱۰
- دوداس(۲۰۰۲)=۱۰

بیشترین جایزه کارگردانی:
- بیمال روی=۷
- راج کاپور=۴
- یاش چوپرا=۴

بیشترین جایزه بازیگری مرد:(بهترین بازیگر-بهترین بازیگرازدیدمنتقدین-بهترین بازیگرنقش مکمل)
- شاهرخ خان(۱۱)۱(۲)=۱۳
- آمیتاب باچان(۵+۲+۳)=۱۰
- هرتیک روشن(۲+۲)=۴
- دیلیپ کومار(۸+۰+۰)=۸
- سلمان خان(۱+۰+۱)=۲

بیشترین جایزه بازیگری زن:(بهترین بازیگر-بهترین بازیگرازدیدمنتقدین-بهترین بازیگرنقش مکمل)
- رانی موکرجی(۲+۲+۳)=۷
- نوتان(۵+۰+۱)=۶
- جایا باچان(۳+۰+۳)=۶
- کاجول(۵+۰+۰)=۵
- مدوری دیکشیت(۴+۰+۱)=۵

بیشترین جایزه برای کارگردانی موزیک:
- ای آر رحمان=۱۰
- شانکرجی کیشان=۹

بیشترین جایزه برای خوانندهٔ مرد:
- کیشور کومار=۸
- محمد رافی=۶
- اودیت نارایان=۵
- کومار سانو=۵

بیشترین جایزه برای خوانندهٔ زن:
- آشا بسله=۷
- آلکا یاگنیک=۷

بیشترین جایزه برای ترانه‌سرا:
- گلزار=۱۱
- جاویداختر=۸

بیشترین جایزه برای رقص آرایی:
- ساروج خان=۸
- فرح خان=۶